# Norddeutsche Stiftung für Umwelt und Entwicklung
Die Norddeutsche Stiftung für Umwelt und Entwicklung (NUE)  ist eine Umweltstiftung im norddeutschen Raum. Sie wird geleitet durch einen ehrenamtlich tätigen Vorstand und eine hauptamtliche Geschäftsstelle. Sie wurde 1999 von Umwelt- und Eine-Welt-Organisationen aus Norddeutschland gegründet und hat ihren Sitz in Hamburg. Sie arbeitet ständig zusammen mit dem Senat der Hansestadt Hamburg und der Landesregierung Mecklenburg-Vorpommern, dem NDR und Lottogesellschaften.

## Tätigkeit und Finanzierung
Die Stiftung fördert seit 1999 Projekte aus einem breiten Spektrum des Engagements für Natur und Umwelt sowie weltweiter entwicklungsbezogener Projekte im Sinne der Agenda 21 in Hamburg und in Mecklenburg-Vorpommern.
Die Fördermittel der NUE werden insbesondere aus Spenden und Überschüssen der Lotterie „BINGO! Die Umweltlotterie“ in Hamburg und Mecklenburg-Vorpommern erwirtschaftet. Die Stiftung bietet an, ihre Tätigkeiten durch Zustiftungen, Spenden, Sponsoring, Projektpatenschaften und Förderpreise zu unterstützen.
Die NUE hat neben der finanziellen Förderung auch die Funktion als Dienstleister im Bereich Beratung und Projektbegleitung.

## Einzelne unterstützte Projekte
Die NUE fördert Projekte im Sinne einer nachhaltigen Entwicklung. Zum 20-jährigen Bestehen der Stiftung brachte der Minister für Landwirtschaft und Umwelt Dr. Till Backhaus die Bedeutung Stiftung in seiner Ansprache zum Ausdruck: „Umweltschutz und nachhaltiges Handeln beginnen vor der eigenen Haustür. Viele finden den Klimawandel schlimm, im Alltag verändern nur wenige etwas. Aber genau dort können wir einen Unterschied machen. Nur wenn wir eigene Gewohnheiten durchbrechen, können wir in Summe auch regional, national oder global etwas bewegen. Hier setzt seit nunmehr 20 Jahren die Arbeit der Norddeutschen Stiftung für Umwelt und Entwicklung an.“
Beispiele für geförderte Projekte:
- „KinderKulturKarawane meets Viva con Agua“ im Rahmen des interkulturellen Festivals 'Millerntor Gallery', 2016.
- „Alles unter einem Dach“, Erweiterung der Naturwerkstatt des Kinderbauernhofs Kahlenberg e. V., 2017.
- Veranstaltungsreihe „Technopolitics – Globale Gerechtigkeit im Zeitalter des Digitalen“ W 3 – Werkstatt für internationale Kultur und Politik e. V., 2018.